# Lenard (ime)
Lenard je moško osebno ime, pojavlja pa se tudi kot priimek.

## Izvor imena
Ime Lenard je različica imena Lenart.

## Pogostost imena
Po podatkih Statističnega urada Republike Slovenije je bilo na dan 31. decembra 2007 v Sloveniji število moških oseb z imenom Lenard: 22.

## Osebni praznik
V koledarju je ime Lenard skupaj z Lenartom; god praznuje 6. ali pa 22. novembra.